# Масис
Масис (јерм. Մասիս) је град у Јерменији, у западном делу марза Арарат. Град је смештен на левој обали реке Храздан, близу њеног ушћа у Аракс. Удаљен је 14 км јужно од Јеревана, на путу који повезује главни град Јерменије са историјском престоницом Арташатом.
Град представља велико железничко раскршће, које је све до затварања међународних граница ка Азербејџану и Турској имало међународни карактер. Масис је јерменски град који је најближи планини Арарат.
Према резултатима пописа из 2001. у граду је живела 21.380 становника док је у 2011. број становника повећан на 22.500.
До 1950. град је носио назив Улуханли.